# Kreen (Biessenhofen)

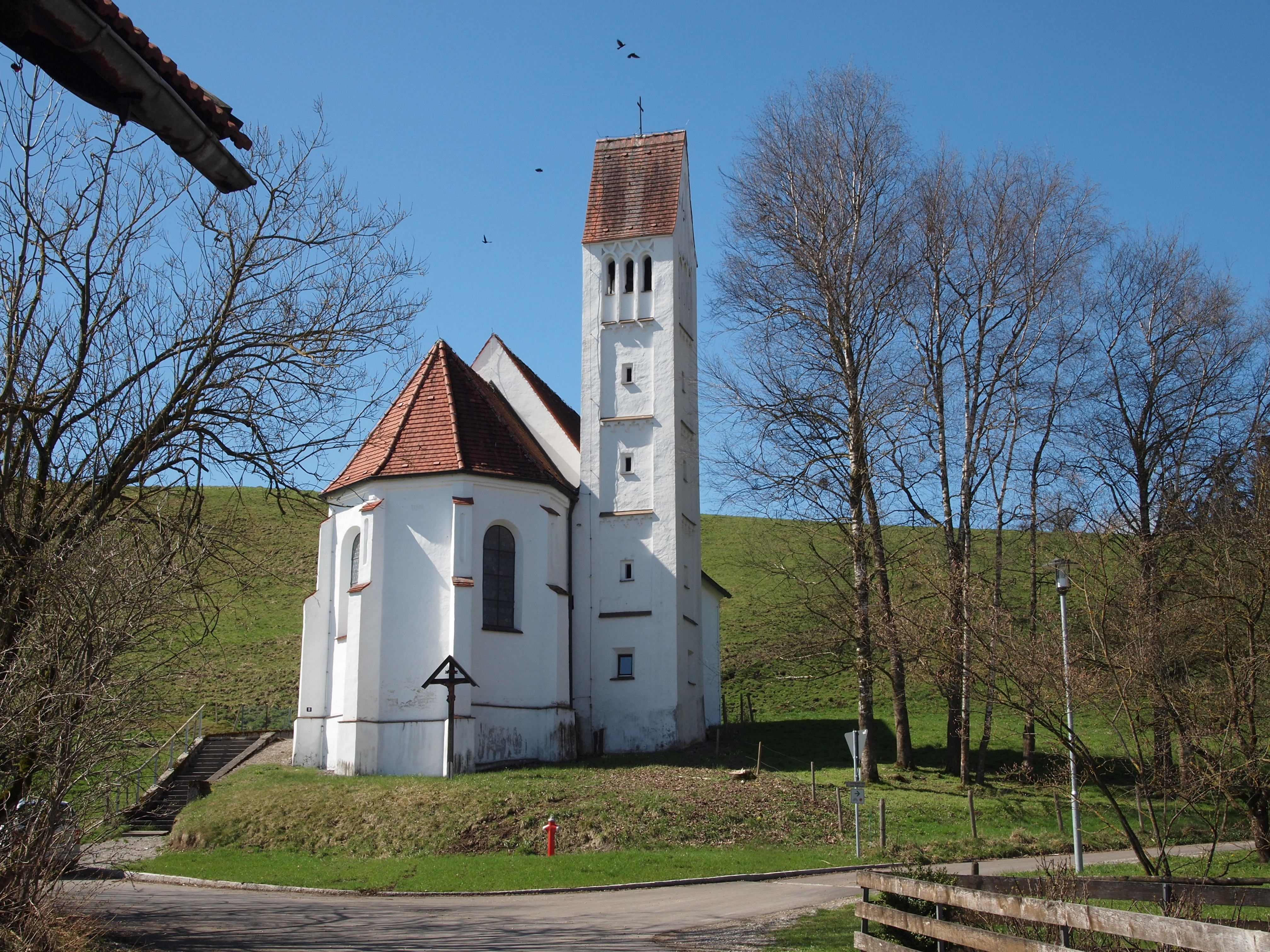
Filialkirche St. Stephan bei Kreen

Kreen ist ein Ortsteil der oberschwäbischen Gemeinde Biessenhofen im Landkreis Ostallgäu in Bayern. Der Weiler liegt südlich von Altdorf an der alten Straße zwischen Kaufbeuren und Füssen am Osthang des Höhenzuges, der das Wertach- vom Gennachtal trennt.

## Geschichte
Die Ursprünge des Weilers liegen vermutlich in einer keltischen Siedlung, der dortige Geltnachstein dürfte eine alte Kult- und Gerichtsstätte sein. Der Ortsname erscheint erstmals im siebten Jahrhundert beim Geographen von Ravenna als Crino. Die erste urkundliche Erwähnung ist 1099 als Creino, danach 1441 als Crän mit hochstiftifschen Halbhöfen.
1650 gehörten zwei Höfe nach Marktoberdorf, zwei weitere Höfe waren Erbgüter des Fürststift Kempten, zwei Hofstellen standen leer.

## Sehenswürdigkeiten
In Kreen steht die Kirche St. Stephan, die erstmals 1443 genannt wird.